# King Biscuit Flower Hour Presents Ringo & His New All-Starr Band
King Biscuit Flower Hour Presents Ringo & His New All-Starr Band è il diciannovesimo album solista di Ringo Starr (il sesto live), uscito il 6 agosto 2002 su etichetta Razor & Tie.
Sesto album dal vivo per Ringo Starr e la sua All-Starr Band, che questa volta comprende:
Roger Hodgson, Ian Hunter, Greg Lake, Howard Jones, Sheila E e Mark Rivera.
Registrato il 22 agosto 2001 al Rosemont Theatre di Chicago.

## Tracce
1. Photograph (Ringo Starr) - 4:21
2. Act Naturally (Ringo Starr) - 2:32
3. Logical Song (Roger Hodgson) - 3.55
4. No One Is to Blame (Howard Jones) - 6:12
5. Yellow Submarine (Ringo Starr) - 3:08
6. Give a Little Bit (Roger Hodgson) - 5:13
7. You're Sixteen (Ringo Starr) - 2:37
8. The No-No song (Ringo Starr) - 3:20
9. Back Off Boogaloo (Ringo Starr) - 3.57
10. Glamorous Life (Sheila E) - 9:18
11. I Wanna Be Your Man (Ringo Starr) - 4:01
12. Lucky Man (Greg Lake) - 4:44
13. Take the Long Way Home (Roger Hodgson) - 4:44
14. Photograph (Ringo Starr) - 4:21
15. All the Young Dudes (David Bowie) - 5:35
16. Don't Go Where the Road Don't Go (Ringo Starr) - 4:38
17. With a Little Help from My Friends (Lennon-McCartney) - 5:34